# Sally Fraser
Sally Fraser (Williston, 12 dicembre 1932 – Harrison, 13 gennaio 2019) è stata un'attrice statunitense.

## Filmografia parziale

### Cinema
- It's a Dog's Life, regia di Herman Hoffman (1955)
- Il conquistatore del mondo (It Conquered the World), regia di Roger Corman (1956)
- Giant from the Unknown, regia di Richard E. Cunha (1958)
- War of the Colossal Beast, regia di Bert I. Gordon (1958)
- La vendetta del ragno nero (Earth vs. the Spider), regia di Bert I. Gordon (1958)
- Roadracers, regia di Arthur Swerdloff (1959)
- Dangerous Charter, regia di Robert Gottschalk (1962)

### Televisione
- Le avventure di Jet Jackson (Captain Midnight) – serie TV, episodio 1x09 (1954)
- The Whistler – serie TV, episodio 1x35 (1955)
- Navy Log – serie TV, episodi 1x10-2x28 (1955-1957)
- Men of Annapolis – serie TV, episodio 1x08 (1957)
- The Gray Ghost – serie TV, episodio 1x15 (1957)
- Telephone Time – serie TV, episodio 3x10 (1957)
- Le leggendarie imprese di Wyatt Earp (The Life and Legend of Wyatt Earp) – serie TV, 2 episodi (1957-1959)
- The Texan – serie TV, 2 episodi (1959)
- Rescue 8 – serie TV, episodio 1x34 (1959)
- Mr. Lucky – serie TV, episodio 1x17 (1960)
- Men Into Space – serie TV, episodio 1x31 (1960)
- Lassie – serie TV, 2 episodi (1968-1970)